# Pikielhauba

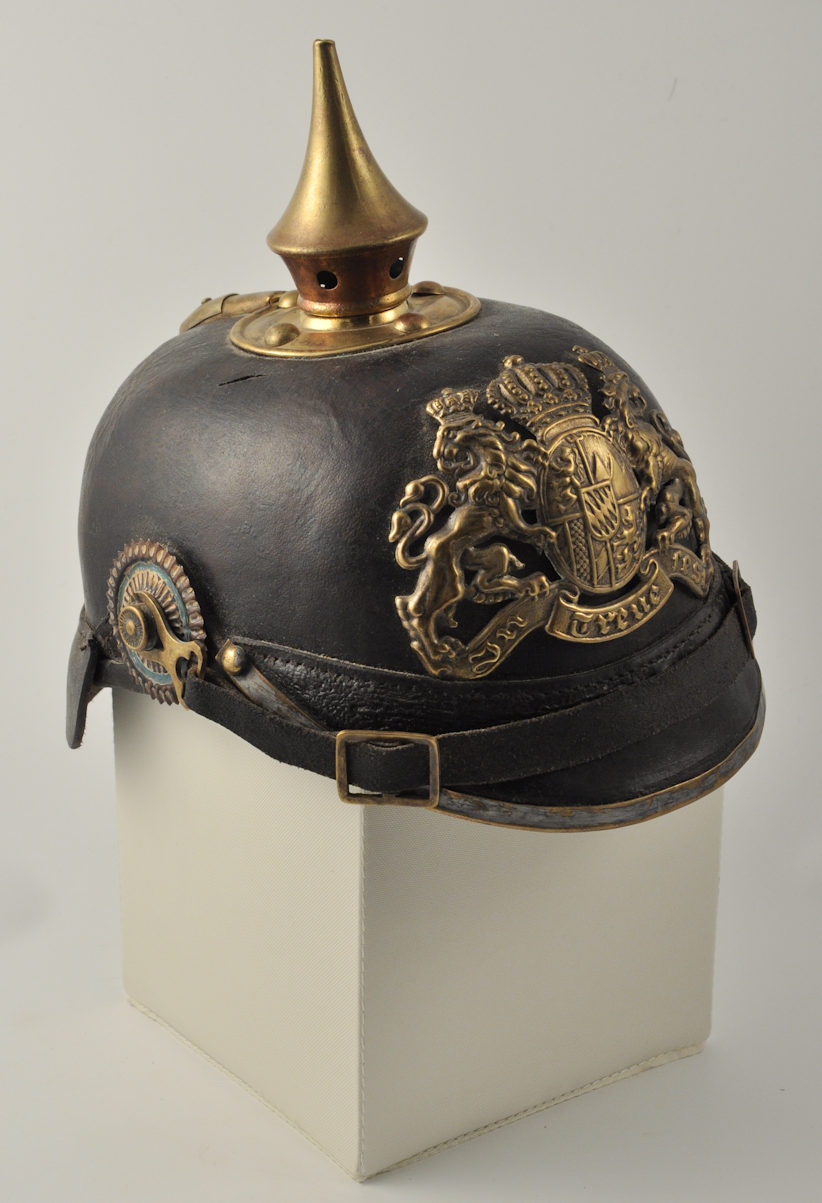
Pikielhauba

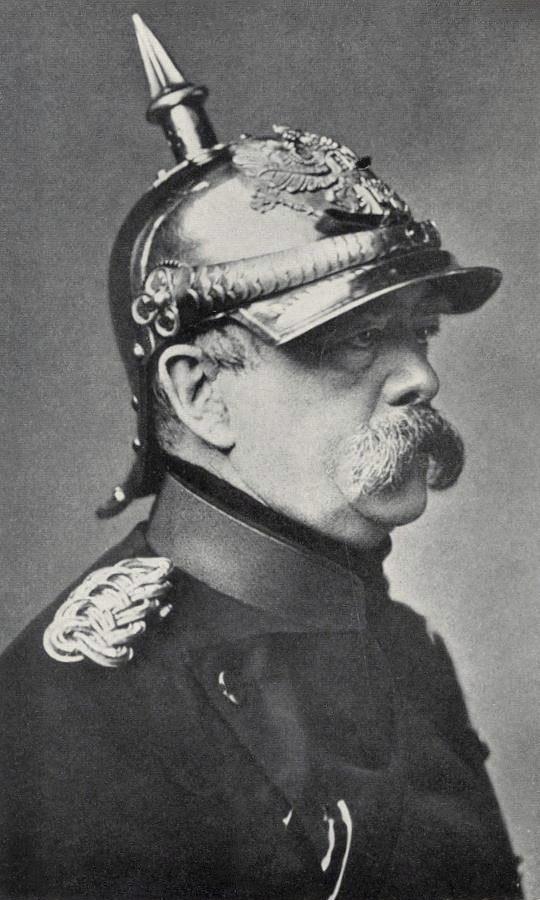
Otto von Bismarck w pikielhaubie

Pikielhauba (niem. Pickelhaube) – rodzaj hełmu zwieńczonego charakterystycznym szpikulcem, z dzwonem wykonywanym najczęściej ze skóry lub stali.

## Historia
Została wprowadzona w 1842 roku rozkazem króla Fryderyka Wilhelma IV jako ochronne nakrycie głowy pruskiej piechoty. Podobne hełmy były używane już wcześniej w Rosji i być może zostały skopiowane przez Niemców (Rosjanie zastąpili pikielhauby około 1918 roku budionnówkami). 
Pikielhauba była wykonana z utwardzonej skóry, barwionej na czarno, z wysokim połyskiem, wzmocnionej metalowymi elementami, z których najbardziej charakterystycznym był szpikulec służący do mocowania na hełmie ozdobnego pióropusza z włosia końskiego, używanego w połączeniu wraz z mundurem galowym. Szpikulec na hełmach oficerskich był zazwyczaj pokrywany powłoką złota lub srebra. Z biegiem czasu sam w sobie stał się elementem dekoracyjnym, bez pióropusza. Oprócz szpikulca najbardziej rozpoznawalną częścią pikielhauby był duży, ozdobny ornament na przodzie hełmu, oznaczający przynależność żołnierza. Istniała również wersja pikielhauby wykonana w całości z metalu, przeznaczona dla kirasjerów. 
W drugiej połowie XIX wieku pikielhauba znalazła się na wyposażeniu armii pozostałych niemieckich monarchii wchodzących w skład Cesarstwa Niemieckiego. Jej warianty były noszone również między innymi w Chile, Kolumbii, Meksyku, Norwegii, Szwecji i Portugalii.
W 1892 roku został wprowadzony cienki, brązowy pokrowiec z tkaniny – M1892 Überzug – jako standardowe wyposażenie w trakcie ćwiczeń i działań bojowych. Zadaniem pokrowca było ochronienie pikielhauby przed brudem oraz zamaskowanie żołnierza w trakcie walki, ponieważ pikielhauby silnie połyskiwały. Na przedzie pokrowca zamiast ozdobnego ornamentu wyszywano lub malowano szablonami czerwoną farbą numer regimentu. Od sierpnia 1914 roku numery nanoszono farbą zieloną, aby żołnierz nie wyróżniał się z tła na polu walki. Na początku I wojny światowej skórzana pikielhauba z płóciennym pokrowcem była standardowym hełmem Armii Cesarstwa Niemieckiego. Od 1915 roku z powodu niedoboru surowców produkowano ją również z blachy, a nawet filcu. W październiku 1916 roku zmieniono kolor pokrowca na szaro-ziemisty (feldgrau). Jednak pikielhauby nie sprawdzały się już na ówczesnym polu walki. Niedostatecznie chroniły żołnierzy przed odłamkami i od 1916 roku zaczęły stopniowo wychodzić z użytku zastępowane przez stalowy hełm M1916 (Stahlhelm).
Po upowszechnieniu się Stahlhelmu używane były już tylko jako galowe, uroczyste nakrycie głowy. Po upadku Cesarstwa Niemieckiego w 1918 roku zaprzestano używania pikielhauby jako stroju wojskowego. Niemiecka policja zaadaptowała na nakrycie głowy czako w stylu jegrów.
Na pikielhaubie wzorowane były nakrycia głowy (ang. Home Service helmet) stosowane w Wielkiej Brytanii przez policję i oddziały obrony terytorialnej.